# 京都府立向日が丘支援学校
京都府立向日が丘支援学校（きょうとふりつ むこうがおかしえんがっこう）は、京都府長岡京市井ノ内朝日寺にある府立特別支援学校。

## 交通アクセス
- JR西日本 東海道本線 長岡京駅より阪急バスで約15分
- 阪急電鉄 京都本線 長岡天神駅より阪急バスで約8分、徒歩約30分

## 設置学部
- 小学部
- 中学部
- 高等部
  - 普通科
  - 工芸科
- その他
  - 自立活動（機能訓練、言語訓練、療育指導）

## 歴史
- 1966年（昭和41年）4月1日 - 養護学校開設準備室設置。
- 1967年（昭和42年）4月1日 - 肢体不自由児の養護学校として開設。
- 1969年（昭和44年）4月1日 - 高等部（工芸科）設置。
- 1970年（昭和45年）4月1日 - 高等部（普通科）設置。
- 1979年（昭和54年）4月1日 - 知的障害児の受け入れを開始。
- 2005年（平成23年）4月1日 - 学校名を「京都府立向日が丘支援学校」に変更。

## 通学区域
- 向日市
- 長岡京市
- 大山崎町